# 클랠럼어
클랠럼어(Klallam, 자기명칭: nəxʷsƛ̕ay̕əmúcən, /nxʷst͡ɬʼajˀˈmut͡sn/)는 미국 워싱턴주의 올림픽반도와 후안 데 푸카 해협 건너편의 캐나다 브리티시컬럼비아주 밴쿠버섬의 남쪽 끝에서 클랠럼족에 의해 사용되던 세일리시어족의 언어이다. 2014년 마지막 모어 화자가 사망하며 사멸했으나 여전히 제2언어로서 교육을 시도하는 언어부흥 운동이 있다.

## 같이 보기
- 포트앤절리스